# 宝塚音楽学校
宝塚音楽学校（たからづかおんがくがっこう）は、日本の兵庫県宝塚市に校舎を置く私立学校。
予科・本科合わせて2年制の、宝塚歌劇団団員養成所であり、学校教育法上は兵庫県認可の各種学校となっている。
阪急電鉄の出捐で設立した。設置者は学校法人宝塚音楽学校（兵庫県知事所轄、各種学校）。
現在の理事長は村上浩爾。宝塚歌劇団理事長と兼任。校長は中西達也。ファンや関係者からの通称は音校（おんこう）。

## 基本情報

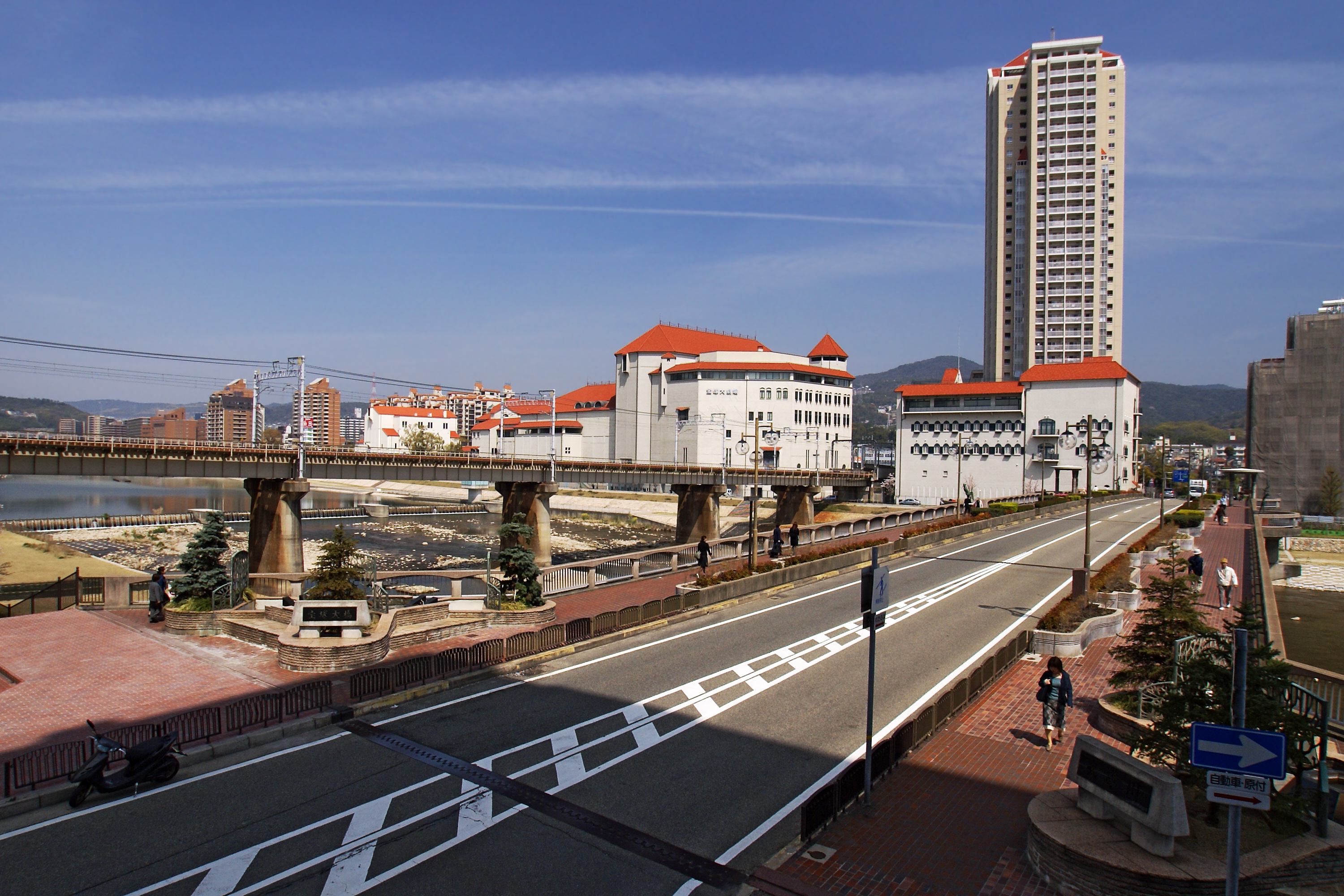
武庫川の畔にある校舎。左隣は宝塚大劇場

- 修業年限：予科1ヵ年 本科1ヵ年 女子単学
  - 前期（4月1日より9月末日）
  - 後期（10月1日より3月末日）
- 休業日：日曜日・祝日・春季休暇（約30日間）・夏季休暇（約30日間）・正月休暇（約10日間）
- 授業時間：午前9時より午後5時（予科生は、授業開始前の掃除が日課）

通常、昼間は実技中心の授業、夜は個人レッスンに励む。
- 制服：洋服（制服・制帽・コート類その他）、和服（緑の袴・黒紋付…色物着用の時もある）
- 校舎：延床面積3,170平方メートル
  - 専門教室（洋舞・日舞・和楽器演奏・ピアノ声楽・演劇）、ホームルーム、校長室、副校長室、職員室、応接室、保健室、会議室、講堂
- モットー：「清く 正しく 美しく」（小林一三の遺訓は更に前に「朗らかに」が追加された）

## 歴代校長
- 小林一三（創立とともに就任）
- 森隼三（1940年11月就任）
- 引田一郎（1947年2月就任）
- 小林一三（1951年9月就任）
- 引田一郎（1956年11月就任）
- 熊野紀一（1970年12月就任）
- 田辺節郎（1985年7月就任）
- 寺井良樹（1991年7月就任）
- 小林公平（1996年8月就任）
- 岩﨑文夫（2010年4月就任）
- 伊木常雄（2014年10月就任）
- 小林公一（2017年4月就任）
- 中西達也（2021年4月就任）

## 沿革
- 1913年（大正2年）

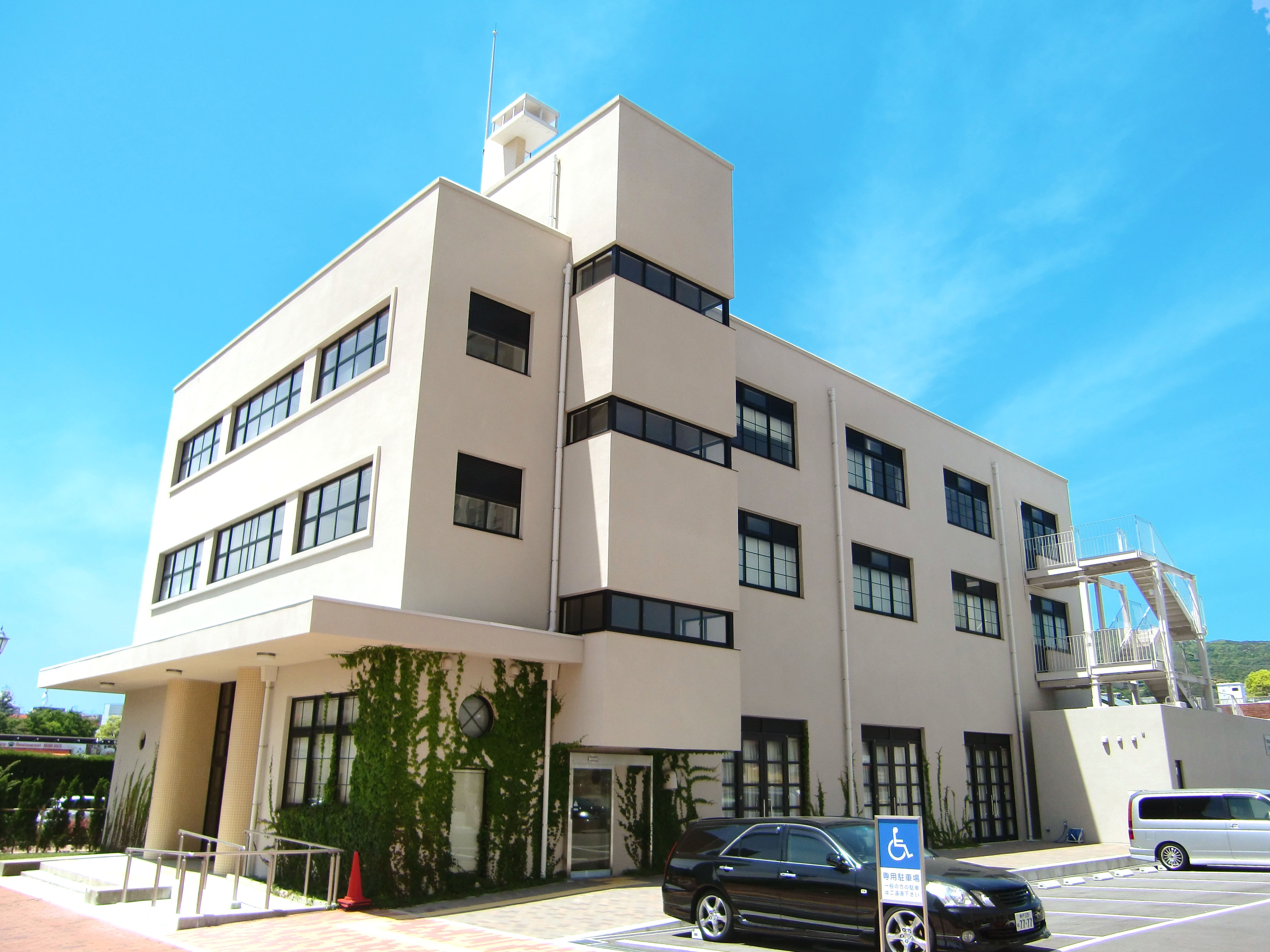
宝塚音楽学校旧校舎（現宝塚文化創造館）

  - 7月 - 小林一三が宝塚唱歌隊を設立[4]。
  - 12月 - 宝塚少女歌劇養成会と改称[4]。
- 1914年（大正3年） - 宝塚新温泉パラダイス劇場で第1回公演[5]。演目は『ドンブラコ』『浮れ達磨』『胡蝶』の三本立て[5]。
- 1919年（大正8年）1月 - 養成会を解散し宝塚音楽歌劇学校を設立[6]。宝塚音楽歌劇学校生徒と卒業生で宝塚少女歌劇団を組織[7] （学校と歌劇団は同体[8]）。
- 1922年（大正11年）6月 - 初の運動会を開催する。
- 1923年（大正12年） - 入学年齢を数え年13 - 19歳とする[7]。
- 1939年（昭和14年）12月 - 宝塚音楽舞踊学校と改称し、学校と歌劇団を分離[9]。
- 1940年（昭和15年）10月 - 宝塚少女歌劇団を宝塚歌劇団に改称[9]。
- 1946年（昭和21年）4月 - 宝塚音楽学校に改称[8]。予科一年制。
- 1947年（昭和22年） - 入学年齢を数え年16 - 18歳とする[7]。
- 1949年（昭和24年） - 学則改定により、入学年齢は数え年17 - 18歳[7]、卒業後の進路は自由となる。
- 1951年（昭和26年） - 準学校法人となる。
- 1953年（昭和28年） - 入学年齢は満15 - 18歳となる[7]。
- 1957年（昭和32年） - 予科・本科の二年制となる（第45期生より）[7]。
- 1987年（昭和62年）10月 - 小林公平が理事長就任
- 1996年（平成8年）8月 - 小林公平が校長就任。
- 1998年（平成10年）12月 - 新校舎落成、現在の校舎に移転[7]。
- 2009年（平成21年）3月 - 入学試験方法を大幅に変更[7]。
  - 4月 - 音校旧校舎が宝塚市立宝塚文化創造館としてオープン。
- 2010年（平成22年）4月1日 - 角和夫が理事長に就任、岩崎文夫が校長に就任、小林公平が名誉校長に就任。
- 2013年（平成25年）7月17日 - 創立100周年記念式典が宝塚大劇場で開催される。

## 特色
- 毎日、声楽・バレエ・日舞など、劇団で必要な事柄について、みっちりレッスンが組まれている。その他の授業には、モダンダンス・タップダンス・演劇、ピアノなどがある。授業の後もすみれ寮でのレッスンがあり、忙しい毎日を送っている。
- 小林一三による「朗らかに、清く、正しく、美しく」の教えに基づき、礼儀作法やマナーも厳しく、早朝から予科生が稽古場を丁寧に掃除していることは有名である。
- 1989年より毎年全生徒が陸上自衛隊伊丹駐屯地で基本教練の研修を受けている[10]。
- かつては「女士官学校」と呼ばれるほどに厳しさは有名であった。昭和中期には現在に比べると大量の生徒を入学させていたが、同時に多数の落第者を出していた。当時は、夏長期休暇の際にはすべての生徒が家に帰宅させられ、後日通知のあった生徒のみ後期に進めるという厳しいものだった。現在も中退者が出ることがあるが、その中には自主退学した後、復学・卒業した者もいる[11]。

## 入学試験
入学試験は毎年3月末に行われる。2000年度以降の生徒定員（上限数）は50人であるが、2008年度以降の合格者数は約40人となっている。
なお戦前(1922年頃)は年に二回試験が行われていた。
競争倍率
2016年度の受験者数は1,079人、倍率は27.0倍である。
1960年代までは平均3倍程度であったが、『ベルサイユのばら』上演による宝塚歌劇ブーム以後急速に上昇し「東の東大・西の宝塚」と称されるほどに難関化した。史上最高倍率は1994年度（宝塚歌劇団82期生）入学試験の48.2倍である。
2004年度以降は受験者数が減少し20倍前後の倍率を維持していたが、2009年度に受験者数が増加し、同年度の倍率は27.65倍になった。その後は受験者数が1,000人程度、倍率は25倍前後で推移していたが、2023年には倍率は15.3倍まで低下し、2024年は受験者数480名、倍率は12倍と2000年以降で最低となった。
ジンクス
前述の宝塚歌劇ブームから「『ベルサイユのばら』を上演した翌年の倍率は跳ね上がる」というジンクスが存在していた。
応募資格
- 心身ともに健康で、卒業後宝塚歌劇団生として舞台人に適する者
- 義務教育終了から高卒までの年齢（15歳 - 18歳）の女子、受験のチャンスは最大4回

試験日程
第1次：面接（東京・宝塚） 30秒間で、氏名以外の自分のデータ を暗唱する。全志願者数→400人
第2次：面接・歌唱（課題曲・新曲視唱）・舞踊（宝塚） 400人→100人
第3次：面接・健康診断（宝塚） 100人→40人
試験内容
面接
宝塚歌劇に適した容姿（端麗であること）、言語、動作、態度等であるか否かについて審査する。
歌唱
課題曲（願書と共に配布、数曲中より1曲を選ぶ）の歌唱。
舞踊
体の柔軟性、リズム感、運動神経、洋舞の適性が審査対象になる。課題は、試験会場で本科生が模範演技を見せる。

### 試験方法の変更
宝塚音楽学校の入学試験は創立以来内容をほぼ変更せず続けられていた が、少子化に伴う受験者数の減少 と、「スクール で稽古を積まなければ合格できない」というイメージから、受験生がスクールのある都市部に偏り、地方出身者や未経験者が受験し辛い状況になっていたことを受け、2009年度入学試験より試験内容を大幅に変更。
一次試験を面接のみとし、「新曲視唱」や「コールユーブンゲン」（合唱練習）を廃止するなど、実技試験を軽減（その後新曲歌唱は難易度を下げたものが追加された）。受験時の完成度ではなく、素質と将来性を重視した試験へ転換した。
2024年度からは応募資格が「容姿端麗で、卒業後宝塚歌劇団生徒として舞台人に適する方」から「心身ともに健康で、卒業後宝塚歌劇団生として舞台人に適する方」に変更となった。

## 服装・校風

### 服装
- 「TMS」（タカラヅカミュージックスクールの略）のネーム入り校章が胸元に入ったグレーの制服に、赤いリボンタイ。デザインは衣装部の静間潮太郎により、1956年（昭和31年）に制定された。
- 新入（予科）生は、男役：リーゼント、娘役：オールバックでお団子ヘア
- 白の三つ折りソックスを着用すること。
- 靴は、予科生は黒のローファーで、本科生は黒のパンプスである。
- 腕時計は黒皮ベルトのもの。

### 予科生の心得
以下のような不文律が2020年まであった。違反すると反省文提出の制裁が加えられた。しかも内容を受け容れてもらえないと突き返されたという。
- 登下校の際はもちろん、校内でも嬌声や笑い声をたてないよう、姿勢を正してまっすぐ前を見つめて、早足で歩く。2列縦隊（最大6人）で行進しながら、道行く上級生一人一人に挨拶をする。
- 私服は、黒・白・グレーで、赤い物を着てはいけない。ブランド品を持ってはいけない。プライベートでの化粧は厳禁。
- 阪急電鉄の宝塚線と今津線にそれぞれ乗車する際は、最後尾の車両に乗らなければならない[30]。両親と同伴のときも守る必要がある。講師・本科生が、予科生を指導しやすいようにするためというのが、その理由と思われる。また、阪急電鉄関係者[※ 2] であることから、外部の乗客に対する礼として為す、という意味もあるようである。加えて、車内で着座することも厳禁とされており[※ 3]、下車駅では走り去る阪急電車を最敬礼で送ることも規則で決められている（電車に本科生が乗っている可能性があるため）[31]。
- 電子レンジ、目覚まし時計といった、音の出る物品の所有は禁止。
- 本科生に気づいたら遠くからでも大声で挨拶しなければならない。
- 本科生の前では笑顔を見せてはならない。「予科顔」と呼ばれる、眉を寄せ口角を下げた悲しげな表情であること。
- 本科生への応答は「はい」「いいえ」や依頼・謝罪・謝礼（所謂「お・あ・し・す」[※ 4]）の言葉以外であってはならない。
- 一人の違反者が発覚したら、周囲にいる他の者も自分の違反を自発的に申告しなければならない。「連続謝り」と呼ばれる。

公私すべてにおいて、本科生が予科生を指導し、その面倒をみるシステムになっている。
本科生になると、上述の規制は解かれた。
しかし、実際には本科生による行き過ぎた指導は続いており、体を壊した予科生も発生し、問題となったため、「時代に合わせて改善を進めている」として、このような不文律を廃止することが2020年9月に報じられた。ただし、別の報道では、廃止について「数年がかりで撤廃した」という記述もある。

## 学校生活

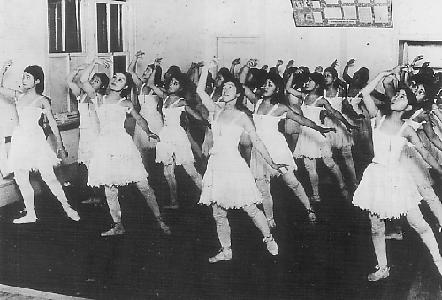
校内でレッスンに励む生徒たち(1919年)

入学後
1年目は「予科」、2年目は「本科」と呼ばれ、ほとんどの生徒は寮で集団生活をするが、近隣在住者が入学した場合は、自宅から通学した例がある。
2年生（本科）の文化祭が、芸名でのお披露目であり、この時に「男役でいくか、娘役でいくか」を決める。ただし本人の個性（顔立ち・声など）が顕著な場合は例外もある。以前は身長を基準に高い方を男役、低い方を娘役の時代もあったが、現在は本人の自己選択。
進級・卒業は無条件ではなく、留年措置も存在する。
卒業後
音楽学校卒業後、基本的には全員入団するが、歌劇団から入団を拒否されたり、個人的な事情で入団を辞退する者もいる。中には、その後高校に進学する者もいる。
宝塚歌劇団に入団する場合、学校の席次は入団時にも付いて回る。新入団者の序列は、卒業時の席次であり、これが様々なリストなどで公開されている。
宝塚歌劇団入団後については宝塚歌劇団#歌劇団員と宝塚音楽学校を参照。

## イベント
年間の主なイベントは下記の通り。
- 4月
  - 入学式
  - 小林一三翁墓参り（予科生）
- 5月
  - すみれ募金活動　（予科生と本科生に分かれて募金活動が行われる）
- 7月
  - 宝塚国際室内合唱コンクール ゲスト出演（本科生）
  - 修学旅行（本科生）
  - 学年旅行（予科生）
- 11月
  - 秋の音楽会　（学校講堂にて披露される発表会）
- 1月
  - 舞台化粧講習（本科生、宝塚歌劇団団員が直接指導にあたる）
- 2月
  - 文化祭（本科生、宝塚バウホールで開催）
- 3月
  - 卒業式

## その他
- 「宝塚音楽学校」と記された、取り外し式の無垢の木製表札が開校当時から今も現役で使われており、専属の「看板係」が朝、外に掛け、終業時に収納する。木製なので雨に濡れるなどは論外で、降って来たら取り込む。本人もそうだった紫吹淳によれば、この「看板係」を務めた生徒はトップスターになるという伝承がある[36]。
- 毎週日曜日には、小学4年から中学2年まで（継続なら中学3年まで）の少女の健全育成を目的とした日曜教室「宝塚コドモアテネ」も開設され、宝塚音楽学校の講師陣と設備を利用し、バレエ・日舞・声楽の指導を実施している。
- 受験合格者の中に宝塚コドモアテネほか、予備校と呼ばれるスクールの出身者が多い。ほとんどのスクールで元タカラジェンヌが直接指導をしている。
- 宝塚ファミリーランドがあった当時は、宝塚音楽学校生徒で制服着用ならば園内の遊具の利用料が無償でありフリーパスだった。卒業生である大地真央が未来創造堂出演の際、学生時代に、ジェットコースターが好きで休みの時、よく遊んだと述べている。
- かつては音楽学校を卒業しても高等学校卒業の資格は付与されなかった。そのため、三ッ矢直生や真矢ミキなどのように中学卒業または高校を中退して音楽学校に入学した場合は就職や大学入学などのために宝塚歌劇団退団後に改めて高等学校卒業程度認定試験（旧・大学入学資格検定）を受ける卒業生も少なくなかった。その後、後述のように高校修学のサポート制度が開始されたため、この問題は解消されている[37][38]。
- 2003年度よりのカリキュラム改革
  - 中卒や高校を中退して入学する者のために、向陽台高等学校と連携した高校修学（高卒資格取得）サポート制度（希望者のみ）がスタートした。初年度は24人、制度導入後4年間で101名（歌劇団生徒を含む）が利用。
  - 2004年度から2008年度まで千里国際学園から派遣された母語話者による英会話の授業を週1回行っていた。
  - 2009年度より「ピラティス」「ボイストレーニング」の科目を新設。「音楽史」「狂言」「茶道」「英会話」の科目が廃止、選択授業の「器楽」も種目から琴・三味線を廃止しピアノのみに変更。従来からある「演劇」「日舞」の授業内容も見直しが行われた。

## 96期生生徒退学問題

### 問題の経緯
事件の発端
2008年、96期の一部生徒達から、ある生徒のコンビニでの万引きが疑われるとする目撃情報が同校に寄せられた。生徒は、自らの部屋から他人の私物が見つかる、共用の備品を自分の鞄に入れるなどの行為で、かねてより窃盗癖が周囲に疑われていたため、同校が生徒の部屋を調査した。結果、万引きしたとされる商品は見つからなかったものの、生徒が9日前に宝塚大劇場で拾ったとする他人の財布が発見された。
同年11月、同校は生徒に対し、万引と窃盗（取得した財布を9日間隠匿していたこと）などを理由に退学処分を行った。
地裁
しかし、生徒は「他の生徒からいじめを受けており、身に覚えの無い万引をでっち上げられて告げ口で退学処分になった」、「虚偽の事実を元にした処分は無効」と主張し、宝塚音楽学校に地位確認を求める仮処分を神戸地方裁判所に申し立てた。
2009年1月、神戸地裁は「万引きを裏付ける客観的な証拠はなく、拾った財布を届けなかったことで退学処分は酷」 と、元生徒の地位を認める仮処分命令を下した。これに対して17日、学校は二度目の退学処分を下した。
二度目の申し立て
生徒側は二度目の仮処分申請を地裁に申し立て、同年3月、裁判所は前回と同様にこの退学処分も無効とし、学校が仮処分命令に従わない場合は、服するまでの1日につき1万円の間接制裁を課す命令が下された。
高裁
学校側はこれを不服として大阪高等裁判所に抗告をするが、2009年8月、大阪高裁は神戸地裁の判断を認めて不許可の決定を下し、元生徒の復学を認める仮処分が確定した。だが、学校側は大阪高裁による仮処分確定後も司法命令に遵わずに、裁判所が下した決定を無視するという社会規範からの逸脱行為を続行している。裁判所はそれに対し「宝塚音楽学校に教育的配慮が欠けている。」（大阪高裁）「宝塚音楽学校は退学処分を正当化するために責任転嫁を行っている。」（神戸地裁）とした。
地裁
2009年11月1日 に元生徒側は、宝塚音楽学校に対し改めて退学処分の取り消しと、慰謝料1000万円の支払いなどを求め、神戸地裁に訴訟を起こした。
提訴に対し宝塚音楽学校は、「事実に基づき、校訓に従い処分をした。一部で報道されているような捏造の事実はない」「本件は原告が主張するようないじめの問題ではない」との声明を音楽学校のホームページにて発表した（ただし和解成立後その声明を削除）。
しかし、その後の2009年末、1人の96期生のブログが発覚。この生徒は、その後の12月24日にブログ作成を理由に退学処分が決定。翌12月25日に自主退学し、後に98期生として復学したが、入団は辞退している。
裁判の過程で、2010年3月18日、4月1日両日、計13名の96期生が証人として出廷した。4月2日には、原告の中学時代の教師、原告の母親が原告側証人として、宝塚音楽学校副校長、同校事務長が被告側証人として出廷。その後原告本人が出廷し証言して、裁判は結審した。判決は6月18日の予定だったが、7月20日に延期された。結審後も和解協議が続行されて、7月14日裁判所の調停を原告、被告が受け入れ裁判は終結した。
調停内容
公表された調停内容は、被告・宝塚音楽学校は二度の退学処分を取り消す、原告に2010年3月1日付けで卒業資格を付与して、卒業証明に必要な書類を送付する、原告は宝塚歌劇団に入団しない、というもので、原告の主張がほぼ認定されて受理された。事実上、被告・宝塚音楽学校の完全敗訴が確定された。なお、被告・宝塚音楽学校から原告への謝罪の有無や慰謝料の金額は非公表。

### その他
被害生徒は当時16歳で岩手県出身、平成以降で同県初の本校合格者で、96期生唯一の東北地方出身者であった。加害生徒は多数にのぼり、首謀格とされた生徒は関東地方（東京都）出身者であった。
週刊誌の取材によれば、このいじめは、入学直後、宝塚歌劇のファンが集まるウェブサイト内の掲示板に、有名ファンによって「（被害生徒が）96期で一番きれい」と書き込まれたことが発端で、実際に、期の集合写真でも被害生徒が一人だけ浮き上がって見えてしまうほど容姿端麗という状況があったという。寮生活において、同期生が「存在を消して」「死ねばいいのに」「私の視界に入るな」といった罵詈雑言を原告に浴びせ、さらに、私物をゴミ箱に捨てられた 他、「洗濯物が汚い」という理由で洗濯機の使用を早朝5時に制限する、ライターやナイフを鞄に入れていると言う、共用スプレーを誤って鞄に入れてしまったことを「盗難」と騒ぎ立てる、メーリングリストから一人だけ外して情報を与えない、また携帯電話を取りあげ通話履歴やメールの内容を確認したり、密室で取り囲み平手打ちを繰り返したり、寮の一室に数時間にわたって監禁状態に置く、最後まで仲良くしていた生徒（佐賀県出身）を引き離すことで完全に孤立させる、などといったいじめ行為が半年間以上にわたって行われていたという。
また、宝塚音楽学校の職員も、原告が万引きの疑惑をかけられた際に防犯カメラを見ればわかると訴えても無視し、副校長・今西正子（旧芸名：葉山三千子）が「本当にやっていないなら（弁明を）言えるんじゃないの？」と発言、他の職員も「見ていたらイライラする」と発言した、と報道された。
この事件が界隈に落とした影は大きく、ファンの間では期数の「96」にかけた「黒期」（くろき）との呼称が定着。この期の団員が公演に特に主演級として登壇すると、しばしばブーイングが起こる。
のちの2013年頃には、アダルトビデオメーカーのソフト・オン・デマンドから宝塚音楽学校卒業生を名乗ってデビューしかけた某AV女優（発売中止）と被害生徒とを同一人物であるとするデマが流れてもいる。

## 周辺情報
- 宝塚ガーデンフィールズ
- 宝塚市立手塚治虫記念館
- 宝塚ホテル - 1926年（大正15年）築の近代建築